# تپه گل شیره
تپه گل شیره مربوط به دوره ساسانیان است. در شهرستان قزوین، بخش رودبار شهرستان، روستای رازمیان واقع شده و این اثر در تاریخ ۲۵ اسفند ۱۳۷۹ با شمارهٔ ثبت ۳۲۱۱ به‌عنوان یکی از آثار ملی ایران به ثبت رسیده است.